# Хаос. Создание новой науки
Хаос. Создание новой науки — дебютная научно-популярная книга Джеймса Глейка, ставшая финалистом Национальной книжной премии и Пулитцеровской премии, и включенная в шорт-лист на премию «Научная книга». Опубликованая 29 октября 1987 года, книга впервые рассказала широкой публике об основах и развитии теории хаоса, популяризовала такие понятия, как фрактал, бифуркация, аттрактор.

## Краткий обзор книги
Став первой популярной книгой о теории хаоса, она описывает множество Мандельброта, Жюлиа и Аттракторы Лоренца доступным языком, не требующим глубокого знания математического аппарата или специального образования. Глейк собрал результаты работ десятков ученых с наибольшим вкладом в активно развивающуюся теорию хаоса. Несмотря на простой язык и нацеленность на широкие читательские массы, книга часто цитируется ведущими учеными, в частности, американским нейрофизиологом и приматологом Робертом Сапольски.